# 32e division SS 30. Januar
La 32e division SS « 30. Januar » était une division d'infanterie de la Waffen-SS qui participa à la Seconde Guerre mondiale. En allemand son nom était 32. SS-Freiwilligen-Grenadier-Division "30. Januar".
30 janvier était une référence à la prise du pouvoir par les nationaux-socialistes le 30 janvier 1933 et aussi la date officielle de la création de cette unité en 1945 pour les derniers mois de la seconde guerre mondiale.

## Liste des commandants successifs
| Début           | Fin             | Grade               | Nom                 |
| --------------- | --------------- | ------------------- | ------------------- |
| 30 janvier 1945 | 5 février 1945  | SS-Standartenführer | Johannes Mühlenkamp |
| 5 février 1945  | 17 février 1945 | SS-Standartenführer | Joachim Richter     |
| 17 février 1945 | 15 mars 1945    | SS-Oberführer       | Adolf Ax            |
| 15 mars 1945    | 8 mai 1945      | SS-Standartenführer | Hans Kempin (de)    |

## Organigramme
- SS Freiwilligen Grenadier Regiment 86 "Schill"
- SS Freiwilligen Grenadier Regiment 87 "Kurmark"
- SS Freiwilligen Grenadier Regiment 88
- SS Füsilier Abteilung 32
- SS Panzerjäger Abteilung 32
- SS Freiwilliger Artillerie Regiment 32
- SS Pionier Abteilung 32
- SS Nachrichten Abteilung 32
- SS Flak Abteilung 505
- SS Werfer Abteilung 506; cette unité de véhicules blindés lance-roquettes fut spécialement créée le 25 février 1945, sous le commandement du SS Sturmbannführer Ruppel, à partir du SS Werfer Gruppe « Kreischer » ; ce bataillon aligna 2 batteries de 150 mm et 1 batterie de 210 mm.

## Opérations et combat
Cette unité fut créée tard dans la guerre, le 30 janvier 1945. Elle combattit sur le front de l'Oder (puis dans les environs de Berlin), avant d'être anéantie dans les combats des mois de mars et d'avril 1945.
Formée en moins de 5 jours, après sa création au 30 janvier 1945, la 32e division SS fut créée à partir du dépôt SS de Kurmark et du Kampfgruppe Schill, qui fournirent les deux premiers régiments de grenadiers (86e et 87e), chacun à deux bataillons, auxquels le centre d'instruction SS d'Arolsen ajouta un 3e régiment (le 88e) à trois bataillons.
Dès février 1945 cette division pouvait aligner 12 000 combattants, la plupart sans aucune expérience du combat, ni instruction. Néanmoins, et malgré ces lacunes, la division fut dirigée sur le front de l'Oder, où elle fut engagée dans le cadre de la 9e armée, après avoir été attachée, d'un point de vue organique, au Ve SS Gebirgs-ArmeeKorps de Francfort-sur-l'Oder.
Dès les débuts de son engagement, elle subit de terribles pertes, dues en grande partie à son impréparation chronique et son manque d'homogénéité, lors des combats de la poche d’Halbe et fut obligée de battre en retraite précipitamment pour éviter un anéantissement inéluctable. Les survivants se regroupèrent au sud-est de Berlin où ils tentèrent vainement de stopper les troupes de l’Armée rouge ; à nouveau menacés de destruction, les rescapés ne durent leur salut qu'à une ultime contre-offensive qui leur permit, en franchissant la boucle de la rivière Spree, d'échapper aux troupes soviétiques. Finalement les derniers éléments de la division se rendirent aux Américains dans la région de Tangermunde.